# Vila closa d'Escaló
La vila closa d'Escaló és situada prop del fons de la vall, a la riba dreta de la Noguera Pallaresa, davant de les ruïnes de l'antic monestir de Sant Pere del Burgal. Juntament amb la torre d'Escaló formava part del Castell d'Escaló esmentat documentalment el 1231.

## Història
Escaló domina l'entrada de la Vall d'Àneu. Aquesta situació estratègica, junt amb la sòlida estructura defensiva la convertiren en un lloc clau dels dominis dels comtes de Pallars a la vall. El castell d'Escaló, format per la vila closa i la torre d'Escaló, és esmentat documentalment el 1231. L'any 1298 la vila fou assetjada i finalment presa per les hosts d'Arnau d'Espanya, senyor gascó, fill de Roger de Comenges, que pretenia la successió del comtat de Pallars. L'any 1371, Pere el Cerimoniós ordenà al veguer de Lleida que signés la venda feta per Hug, comte de Pallars a Arnau Roger, dit el Bord de Pallars, (fill natural d'Arnau Roger II de Pallars), dels llocs d'Escaló i de Mont-ros entre d'altres. Escaló fou un dels darrers pobles a capitular davant les forces enemigues al comte Hug Roger III el juny de 1491. Ferran II en feu donació als Cardona els quals en detingueren la jurisdicció fins a final del segle xvii que, per matrimoni, passà als ducs de Medinaceli.

## Arquitectura

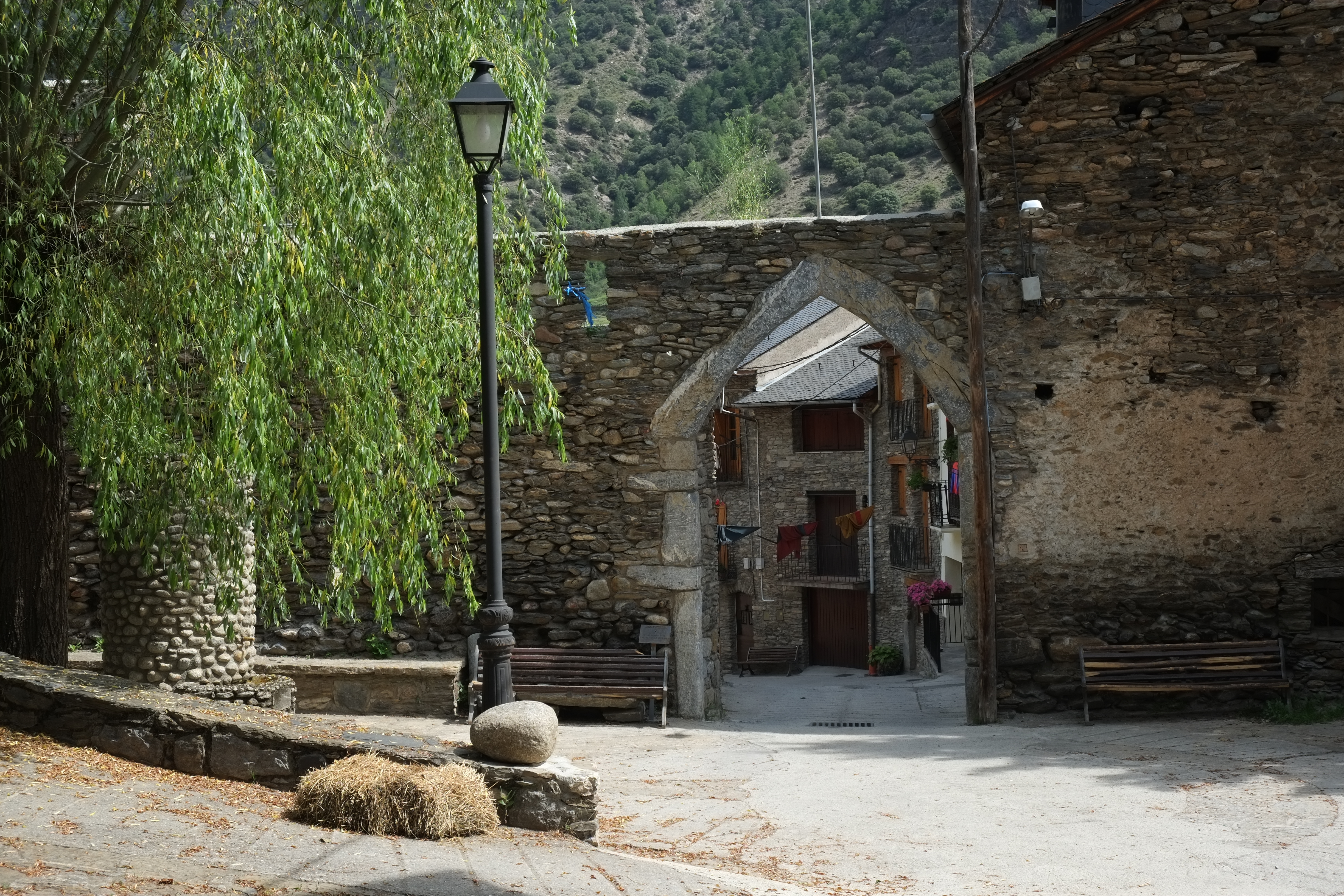
Portal, restaurat, de l'extrem de migdia del recinte (2013)

Escaló és un model de població tancada, closa rere les muralles o rere les parets de les cases i organitzada al llarg d'un carrer central. Avui dia encara s'hi poden veure clarament els trets principals del poble medieval. Les cases es reparteixen a banda i banda d'un carrer corb que va de nord a sud-oest. En un dels extrems, a l'angle nord-oest, hi ha un portal fortificat i almenys una bestorre. A l'altre extrem hi havia un altre portal (actualment reconstruït) i segurament una altra bestorre d'angle. A l'extrem nord, fora de la vila closa, hi ha l'església. El portal meridional s'obre a un torrent on hi havia el safareig i un molí. La llargària total d'un portal a l'altre és d'uns 110 m. Cada una de les cases té una façana d'uns 5 m. A la part més septentrional del carrer central, costat est, hi ha un seguit de cinc porxos, tres dels quals estan poc reformats.
El portal fortificat de l'extrem nord, anomenat «el castell», és format per una torre de planta rectangular, d'uns 13 m d'alçada, sota la qual s'obre l'arc per on s'entra al recinte emmurallat. Coincidint amb les parets nord i sud de la torre, separades 5,78 m, hi ha dues portes, la nord acabada amb un arc apuntat i la sud, que dona al poble, amb un arc rebaixat. Els dos arcs, entre els quals hi ha una volta, són formats per grans dovelles. Per sobre, hi ha tres pisos il·luminats per finestres petites i obertures. Cobreix la torre un llosat de llicorella a dues vessants. A uns 20 m cap a l'est d'aquest portal hi ha una bestorre d'angle, d'uns 10 m d'alçada, de planta circular que actualment forma part d'una casa adossada a la torre i a un pany de muralla. L'aparell és de petites dimensions i sense desbastar. La construcció de la torre del portal de l'extrem nord i potser part de l'organització interna del poble es datarien al segle xiii.

## Centre d'interpretació
Hi ha el Centre d'Interpretació de les Viles Closes, on es pot veure l'arquitectura de les viles closes pirinenques d'origen medieval i els seus elements comuns, com ara les muralles i els portals. Mitjançant audiovisuals interactius tàctils i la projecció d’un documental, vehicula la visita als principals elements patrimonial de la zona: la vila closa d'Escaló, la torre de guaita del segle XI i l'antic monestir de Sant Pere del Burgal. L'edifici, fet per l'Ajuntament de la Guingueta d'Àneu, consta de dues plantes: a la superior hi ha el Centre d'Interpretació. És gestionat per l'Ecomuseu de les valls d'Àneu.